# پریتی زینتا
پریتی زینتا (به هندی: प्रीति ज़िंटा) (زادهٔ ۳۱ ژانویهٔ ۱۹۷۵) یک بازیگر سینما اهل هند است.او برنده جوایز متعددی شده است.او ده نامزدی جایزه فیلم فیر برنده دو جایزه شده است.
او دانش‌آموخته رشته روانشناسی است، اما به دلیل زیبایی و اعتماد به نفس بالا ابتدا کار خود را به عنوان مجری شروع کرده و سپس به بازیگری روی آورد او در بیش از شصت فیلم بازی کرده و چندین جایزه برای بهترین بازیگر نقش اول و نقش مکمل دریافت کرده‌ است. او همچنین در چند آهنگ نیز به همخوانی پرداخته‌ است.

## زندگی‌نامه
زینتا زادهٔ ۳۱ ژانویه ۱۹۷۵ در شیملا می‌باشد و در رشته روانشناسی جنایی تحصیل کرده‌ است.
او سنین نوجوانی و جوانی چندین بار در گزینش بازیگری شرکت کرد، اما هر بار به دلایلی موفق به انتخاب نشد. پس از ناامید شدن از بازیگری به مانکنی روی آورد و به خاطر چهره جذاب و فیزیک بدنی مناسب ظرف مدت کوتاهی به مدل موفقی تبدیل شد.

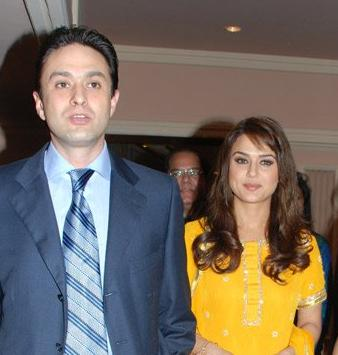

پس از مدتی بازی در فیلم ازاعماق دل... در کنار هنرمندانی مانند شاهرخ خان به او پیشنهاد شد. او در این فیلم علی‌رغم نداشتن نقشی کلیدی با ارائه بازی زیبا مورد توجه قرار گرفت و بعد از آن با پیشنهادهای متعددی روبرو شد. از آن پس اکثر فیلمهای او با فروش خوبی در گیشه همراه بوده‌است.
پریتی روزنامه‌نگار هم هست و در بی‌بی‌سی نیوز می‌نویسد.

## فیلم‌شناسی
| سال  | عنوان                  | نقش                         | بازیگر نقش مقابل      | جوایز و افتخارات                                                                                    |
| ---- | ---------------------- | --------------------------- | --------------------- | --------------------------------------------------------------------------------------------------- |
| ۱۹۹۸ | ازاعماق دل...          | پرتی نیر                    | شاهرخ خان             | برنده جایره فیلم‌فیر بهترین بازیگر تازه‌‌وارد زن– نامزد جایزه فیلم‌فیر بهترین بازیگر بازیگر نقش مکمل زن |
| ۱۹۹۸ | این عشق است            | شایلو                       | داگوباتی ونکاتش       | |
| ۱۹۹۸ | سرباز                  | پریتی                       | بابی دیول             | |
| ۱۹۹۹ | شاهزاده                | رانی                        | ماهش بابو             | |
| ۱۹۹۹ | ستیز                   | ریت اوبروی                  | آکشی کومار            | |
| ۱۹۹۹ | دل‌باخته                | رانی                        | سانی دیول             | |
| ۲۰۰۰ | چه می‌گویند             | پریا بخشی                   | سیف علی خان           | نامزد جایزه فیلم‌فیر بهترین بازیگر زن                                                                |
| ۲۰۰۰ | هر دلی که عاشق بشه     | جهنوی                       | سلمان خان             | |
| ۲۰۰۰ | عملیات کشمیر           | صوفیه پرویز/ صوفیه الطاف‌خان | هرتیک روشن            | |
| ۲۰۰۱ | وظیفه                  | کاجال سینگ                  | سانی دیول             | |
| ۲۰۰۱ | آهسته و مخفیانه        | مادوبالا                    | سلمان خان             | نامزد جایزه فیلم‌فیر بهترین بازیگر بازیگر نقش مکمل زن                                                |
| ۲۰۰۱ | خواسته دل              | شالینی                      | عامر خان              | |
| ۲۰۰۱ | این راه عشق است        | ساکشی                       | اجی دیوگن             | |
| ۲۰۰۲ | قلبم متعلق به توست     | شالو                        | آرجون رامپال          | |
| ۲۰۰۳ | قهرمان                 | رشما                        | سانی دیول             | |
| ۲۰۰۳ | خواسته                 | سونیا کاپور                 | آمیتاب باچان          | جایزه فیلم‌فیر بهترین بازیگر در نقش منفی                                                             |
| ۲۰۰۳ | یکی پیدا شد            | نیشا مالهوترا               | هرتیک روشن            | نامزد جایزه فیلم‌فیر بهترین بازیگر زن                                                                |
| ۲۰۰۳ | شاید فردایی نباشد      | نینا کاترین کاپور           | شاهرخ خان             | نامزد جایزه فیلم‌فیر بهترین بازیگر زن                                                                |
| ۲۰۰۴ | هدف                    | رومیلا دوتا                 | هرتیک روشن            | |
| ۲۰۰۴ | آنچه دل بخواهد         | دکتر پارینتا                | سلمان خان             | |
| ۲۰۰۴ | ویر-زارا               | زارا حیات‌خان                | شاهرخ خان             | نامزد جایزه فیلم‌فیر بهترین بازیگر زن                                                                |
| ۲۰۰۵ | داماد قلابی            | پریتی دامنی                 | گوویندا               | |
| ۲۰۰۵ | سلام سلام!             | امبار مالهوترا              | سیف علی خان           | نامزد جایزه فیلم‌فیر بهترین بازیگر زن                                                                |
| ۲۰۰۶ | متفاوت                 |                             |                       | |
| ۲۰۰۶ | کریش                   | نیشا مالهوترا               | هرتیک روشن            | |
| ۲۰۰۶ | هرگز نگو خداحافظ       | رئا ساران                   | آبیشک باچان           | نامزد جایزه فیلم‌فیر بهترین بازیگر نقش مکمل زن                                                       |
| ۲۰۰۶ | جان من                 | پیا گویال                   | سلمان خان             | |
| ۲۰۰۷ | زوم برابر زوم          | آلویرا خان                  | بابی دئول آبیشک باچان | |
| ۲۰۰۷ | آخرین شاه‌لیر           | شبنم                        | آمیتاب باچان          | |
| ۲۰۰۷ | ام شنتی ام             | خودش                        |                       | حضور افتخاری                                                                                        |
| ۲۰۰۸ | بهشت روی زمين          | چاند                        |                       | |
| ۲۰۰۸ | قهرمانان               | کولجیت کائور                | سلمان خان             | |
| ۲۰۰۸ | خداوند زوج‌ها را می‌سازد |                             |                       | حضور افتخاری                                                                                        |
| ۲۰۰۹ | من و خانم خانا         | حسینا جاگماگیا              | سلمان خان             | حضور افتخاری                                                                                        |
| ۲۰۱۳ | عشق در پاریس           | عشق                         | گارو چانانا           | |
| ۲۰۱۴ | پایان خوش              | دیویا                       | سیف علی خان           | |
| ۲۰۱۸ | به نیویورک خوش آمدید   | خودش                        |                       | |
| ۲۰۱۸ | برادر فوق‌العاده        | سپنا دوبی                   | سانی دئول             | |